# Cheniseo
Genre
Cheniseo est un genre d'araignées aranéomorphes de la famille des Linyphiidae.

## Distribution
Les espèces de ce genre se rencontrent aux États-Unis et au Canada.

## Liste des espèces
Selon World Spider Catalog (version 16.5, 04/08/2015) :
- Cheniseo fabulosa Bishop & Crosby, 1935
- Cheniseo faceta Bishop & Crosby, 1935
- Cheniseo recurvata (Banks, 1900)
- Cheniseo sphagnicultor Bishop & Crosby, 1935

## Publication originale
- Bishop & Crosby, 1935 : Studies in American spiders: miscellaneous genera of Erigoneae, part I. Journal of the New York Entomological Society, vol. 43, p. 217-241 & 255-280.